# Seleção São-Bartolomeense de Futebol
A Seleção São-Bartolomeense de Futebol representa São Bartolomeu, uma coletividade territorial da França, nas competições de futebol.
Por não ser membro da FIFA, São Bartolomeu não pode disputar eliminatórias para Copa do Mundo, e está em processo de filiação à CONCACAF e à União Caribenha de Futebol (CFU).

## História
A primeira partida da Seleção São-Bartolomeense foi contra São Martinho, em julho de 2010, e a equipe mandate venceu por 3 a 0. Sua maior vitória foi um 5 a 3 sobre Sint Maarten, em maio de 2018, enquanto a maior derrota foi um 8 a 1 para Guadalupe, em setembro de 2012.
Sem disputar nenhuma partida oficial desde 2019, São Bartolomeu possui 3 vitórias, um empate e 4 derrotas, marcando 18 gols e sofrendo 26. No mesmo ano, o Comitê Territorial de Futebol de São Bartolomeu (órgão que controla o futebol na ilha) iniciou o processo de adesão à CONCACAF e à CFU.